# Scilla peruviana
Scilla peruviana is een plant uit de aspergefamilie (Asparagaceae). De soort komt van nature voor in het westelijke deel van het Middellandse Zeegebied: het Iberisch Schiereiland, Italië en Noordwest-Afrika.
Uit een 6-8 cm grote bol groeit een 15-40 cm hoge bloemstengel. Deze draagt van maart tot mei veertig tot honderd blauwe, 1-2 cm grote bloemen met zes kroonbladeren. De vijf tot vijftien langwerpige bladeren zijn 15-60 cm lang.

## Naamgevingsgeschiedenis
De naam Scilla peruviana die de plant van Linnaeus kreeg is opmerkelijk. De plant komt van nature voor in Zuidwest-Europa, en niet in Peru. Linnaeus citeert in Species plantarum als synoniem de naam "Hyacinthus stellatus peruanus" van Clusius, en aangezien "peruanus" de enige verwijzing naar Peru is, is duidelijk dat hij die naam van Clusius overnam. Onderaan het lemma vermeldt hij echter: "Habitat in Lusitania" (verspreidingsgebied: Portugal). Clusius op zijn beurt vermeldt in 1601 dat de door hem afgebeelde soort groeit en bloeit in de Antwerpse tuin van een zekere Everardus Munichoven, die de soort uit Peru zou hebben ontvangen. De vergissing door Clusius wordt onder meer in 1804 gememoreerd in Curtis's Botanical Magazine. Voor de in het internet rondzingende verklaring dat de planten uit Spanje zouden zijn aangevoerd door een schip met de naam Peru is geen gezaghebbende bron te vinden.

## Cultuur
De soort wordt wel in tuinen aangeplant als sierplant vanwege haar bloemen.
Er zijn verschillende cultivars met bloemen in verscheidene kleuren:
- Scilla peruviana 'Alba'
- Scilla peruviana 'Bleue'
- Scilla peruviana 'Très Bleue'

S. autumnalis · 
S. bifolia (vroege sterhyacint) · 
S. hyacinthoides · 
S. lilio-hyacinthus · 
S. litardierei · 
S. ×massartiana (basterdhyacint) · 
S. mischtschenkoana (streephyacint) · 
S. peruviana ·
S. sardensis (kleine sneeuwroem)
S. siberica (oosterse sterhyacint) · 
S. forbesii (grote sneeuwroem)